# Санд-Ридж (Нью-Йорк)
Санд-Ридж (англ. Sand Ridge) — переписна місцевість (CDP) в США, в окрузі Освіго штату Нью-Йорк. Населення — 992 особи (2020).

## Географія
Санд-Ридж розташований за координатами 43°15′31″ пн. ш. 76°14′36″ зх. д. / 43.25861° пн. ш. 76.24333° зх. д. (43.258696, -76.243426).  За даними Бюро перепису населення США в 2010 році переписна місцевість мала площу 6,31 км², з яких 6,21 км² — суходіл та 0,09 км² — водойми.

## Демографія
Згідно з переписом 2010 року, у переписній місцевості мешкало 849 осіб у 355 домогосподарствах у складі 221 родини. Густота населення становила 135 осіб/км².  Було 378 помешкань (60/км²).
Расовий склад населення:
| - 97,1 % — білих - 1,1 % — чорних або афроамериканців - 0,5 % — корінних американців |

До двох чи більше рас належало 1,4 %. Частка іспаномовних становила 1,5 % від усіх жителів.
За віковим діапазоном населення розподілялося таким чином: 21,2 % — особи молодші 18 років, 64,2 % — особи у віці 18—64 років, 14,6 % — особи у віці 65 років та старші. Медіана віку мешканця становила 43,2 року. На 100 осіб жіночої статі у переписній місцевості припадало 105,6 чоловіків;  на 100 жінок у віці від 18 років та старших — 100,9 чоловіків також старших 18 років.
За межею бідності перебувало 17,3 % осіб, у тому числі 0,0 % дітей у віці до 18 років та 11,4 % осіб у віці 65 років та старших.
Цивільне працевлаштоване населення становило 286 осіб. Основні галузі зайнятості: освіта, охорона здоров'я та соціальна допомога — 23,1 %, будівництво — 19,6 %, роздрібна торгівля — 16,8 %.